# Alia Atreides
Alia Atreides es un personaje ficticio del universo Dune creado por Frank Herbert. Fue introducida en la primera novela de la serie, Dune (1965), y originalmente murió en la primera versión del manuscrito de Herbert. A sugerencia del editor de la revista Analog, John Campbell, Herbert la mantuvo con vida en el borrador final. Alia volvería a aparecer como personaje principal en El mesías de Dune (1969) y en Hijos de Dune (1976). El personaje regresa como una ghola en la conclusión de la serie original de Brian Herbert y Kevin J. Anderson, Gusanos de arena de Dune (2007).
En las novelas, Alia es la hija del duque Leto Atreides de Caladan y su concubina Bene Gesserit, Lady Jessica, y la hermana menor de Paul Atreides. Nacida en el planeta Arrakis ocho meses después de la muerte de su padre, posee todos los poderes de una Madre Reverenda Bene Gesserit adulta. Más tarde conocida por sus seguidores como Santa Alia del Cuchillo, las Bene Gesserit la consideran una abominación debido a la naturaleza única de su nacimiento. De adulta, se convierte en una devota aliada de Paul y, más tarde, en regente de sus hijos. Se casa con el ghola Duncan Idaho, pero es poseída por el personaje de su difunto abuelo materno, el barón Vladimir Harkonnen.
Alia es interpretada por Alicia Witt en la adaptación cinematográfica de David Lynch de 1984, por Laura Burton en la miniserie de 2000 Frank Herbert's Dune, por Daniela Amavia en su secuela de 2003 Frank Herbert's Children of Dune y por Anya Taylor-Joy en la película de Denis Villeneuve de 2024, Dune: Part Two.